# 방사선화학
방사선화학(Radiation chemistry)은 물질에 대한 방사선의 화학적 영향을 연구하는 핵화학의 한 분야이다. 이것은 방사선에 의해 화학적으로 변화되는 물질에 방사능이 존재할 필요가 없기 때문에 방사화학과는 매우 다르다. 한 가지 예는 물을 수소 가스와 과산화수소로 전환하는 것이다.

## 물질과의 방사선 상호작용
이온화 방사선이 물질을 통해 이동할 때 에너지는 흡수체의 전자와의 상호 작용을 통해 축적된다. 방사선과 흡수 종 사이의 상호작용의 결과는 라디칼과 들뜬 종을 형성하기 위해 원자 또는 분자 결합에서 전자를 제거하는 것이다. 그런 다음 라디칼 종은 서로 또는 주변에 있는 다른 분자와 반응을 진행한다. 화학 시스템의 조사에 따라 관찰되는 변화의 원인은 라디칼 종의 반응이다.
하전된 방사선 종(α 및 β 입자)은 흡수 매질의 전자 전하와 하전된 방사선 입자 사이의 쿨롱 힘을 통해 상호 작용한다. 이러한 상호 작용은 입자의 운동 에너지가 충분히 고갈될 때까지 입사 입자의 경로를 따라 지속적으로 발생한다. 하전되지 않은 종(γ 광자, x-선)은 광자당 단일 이벤트를 겪으며 광자의 에너지를 완전히 소비하고 단일 원자에서 전자 방출로 이어진다. 충분한 에너지를 가진 전자는 β선과 동일하게 흡수 매질과 상호작용을 진행한다.
다른 방사선 유형을 서로 구별하는 중요한 요소는 선형 에너지 전달(LET)이며, 이는 흡수체를 통해 이동하는 거리에 따라 방사선이 에너지를 잃는 비율이다. 낮은 LET 종은 일반적으로 광자 또는 전자 질량 종(β 입자, 양전자)의 질량이 낮고 흡수체를 통과하는 경로를 따라 드물게 상호 작용하여 반응성 라디칼 종의 고립된 영역을 생성한다. 높은 LET 종은 일반적으로 하나의 전자보다 질량이 더 크고(예: α 입자) 에너지를 빠르게 잃어 서로 근접한 이온화 이벤트 클러스터를 초래한다. 결과적으로 무거운 입자는 원점에서 상대적으로 짧은 거리를 이동한다.
방사선으로부터 에너지를 흡수한 후 고농도의 반응성 종을 포함하는 영역을 스퍼(spur)라고 한다. 낮은 LET 방사선으로 조사된 매체에서 스퍼는 트랙 전체에 드물게 분포되어 상호 작용할 수 없다. 높은 LET 방사선의 경우, 스퍼가 중첩될 수 있으므로 스퍼 간 반응이 가능하여 낮은 LET 방사선의 동일한 에너지로 조사된 동일한 매질과 비교할 때 제품 수율이 달라진다.